# سرتنغ برزة (زاز الغربي)
سرتنغ برزة (بالفارسية: سرتنگ برزه) هي قرية تقع في إيران في قسم زاز الغربي الریفي. يقدر عدد سكانها بـ 224 نسمة بحسب إحصاء 2016.